# Линдер, Бен
Бенджамин Эрнест Линдер (англ. Benjamin Ernest Linder; 7 июля 1959 — 28 апреля 1987) — американский гражданский инженер, убитый никарагуанскими контрас. Его гибель стала известна во всём мире, в Соединённых Штатах Америки она послужила предметом широкой общественной дискуссии о допустимости поддержки контрас со стороны федерального правительства США.

## Биография
Бен Линдер родился в Калифорнии, учился в средней школе в городе Портленд. Он был человеком разносторонних интересов — увлекался жонглированием, катался на одноколёсном велосипеде. В 1983 году Бен окончил Вашингтонский университет в Сиэтле по специальности «машиностроение». Будучи увлечённым идеями Сандинистской революции в Никарагуа, после окончания университета он переехал в Манагуа, где работал по основной гражданской специальности.
В 1986 году Бен Линдер переехал в муниципию Эль-Куа департамента Хинотега, где велись боевые действия между регулярными правительственными силами и отрядами контрас, финансируемыми и вооружаемыми правительством США. Бен работал на постройке небольшой гидростанции для снабжения посёлка электроэнергией. Он дружил с местными жителями, участвовал в кампании вакцинации населения, развлекал детей своими цирковыми талантами.
В тактику никарагуанских контрас, среди прочего, входили нападения на объекты, возводимые правительством Сандинистского фронта национального освобождения, — такие как сельскохозяйственные кооперативы, поликлиники, электростанции. 28 апреля 1987 года Бен Линдер с двумя сослуживцами-никарагуанцами Серхио Эрнандесом и Пабло Росалесом предпринял поход через лес с целью выбора места для постройки новой плотины электростанции, для посёлка Сан-Хосе-де-Бокай. Группа попала в засаду контрас, Бена ранило осколком гранаты, после чего он и его спутники были хладнокровно расстреляны в упор с близкого расстояния.
Известие о смерти Бена Линдера в Соединённых Штатах Америки резко поляризовало дебаты о поддержке отрядов никарагуанских контрас. Противники этой политики ставили вопрос о том, что на средства налогоплательщиков фактически финансируются убийства американских граждан, а также тысяч мирных жителей. Администрация Белого дома возражала, что граждане США, работающие в зоне боевых действий, добровольно подвергают себя опасности и должны осознавать возможные последствия своих поступков.
На похоронах Бена Линдера его мать Элизабет сказала:

Мой сын зверски убит за то, что он давал электричество беднякам на севере Никарагуа. Он убит потому, что у него была мечта и потому, что он имел мужество претворять эту мечту. Ещё в первый год в Никарагуа Бен сказал мне: «Как прекрасно работать в стране, где правительство служит своему народу».
На слушаниях в конгрессе США в мае 1987 года защитники политики страны в Никарагуа позволили себе личные нападки на семью Линдер. Конгрессмен-республиканец Конни Мак обвинил Элизабет Линдер в использовании личной трагедии в целях «политизирования ситуации». Тем не менее уже в следующем году конгресс отказался продолжать помощь никарагуанским контрас.
В память Бена Линдера британский рок-музыкант Стинг написал песню «Fragile», получившую поистине мировую известность.
В июле 1996 года американский журналист Пол Берман опубликовал в журнале The New Yorker интервью с человеком, утверждавшим, что именно он убил Бена Линдера. Родители Бена публично осудили публикацию и поставили под сомнение достоверность интервью. В 2001 году журналист Джоан Кракевитт, бывший репортёром Radio ABC в Никарагуа с 1983 по 1991 год, написал книгу «Смерть Бена Линдера».